# Kostel svaté Maří Magdalény (Nepolisy)
Novorománský kostel svaté Maří Magdaleny z let 1896–1901 je dominantou obce Nepolisy v okrese Hradec Králové a je viditelný ze širokého okolí. Kostel je filiálním kostelem farnosti Chlumec nad Cidlinou.

## Historie
Kostel je zmiňován již roku 1391, byl gotický, dřevěný. V roce 1707 byla stavba nahrazena zděnou barokní. Kostel ale v průběhu 19. století chátral, v roce 1896 byl zcela zbořen a nahrazen novorománskou novostavbou. Základní kámen kostela byl položen 24. dubna 1896, kostel byl vysvěcen roku 1901.

## Architektura
Kostel je jednolodní stavba obdélníkového půdorysu s půlkruhovým presbytářem a hranolovou věží.
Vnitřní vybavení kostela pochází z doby jeho stavby, tj. z počátku 20. století.
Varhany vytvořil roku 1901 Josef Kobrle, varhanář z Lomnice nad Popelkou.
Svatý boží kříž pocházející z roku 1853 je dnes umístěn u zdi kostela. Socha svatého Jana Nepomuckého pochází z roku 1860, socha nejsvětější Rodičky boží Panny Marie pak z roku 1870.